# 陳樂樂
陳樂樂（英語：Hedy Chen，1992年10月22日—），本名陳怡穎，為台灣模特兒、網路名人、主持人等。2017年憑網路短劇「女警怎麼了」、「護理師怎麼了」等系列嶄露頭角，分別於2017年、2018年受臺北市政府警察局邀請拍攝宣導短片「2017臺北世界大學運動會競賽場館違禁品宣導影片」以及「反詐騙宣導-看波麗士哥哥姊姊們怎麼演給你看」。除參與網路與電視節目錄影，目前還將觸角深入於Youtube、主持、撲克競技以及歌唱。2021年推出個人首張單曲《專屬嘉賓》。

## 作品

### 音樂作品
2021 個人首張單曲《專屬嘉賓》

### 宣導短片
- 2017臺北世界大學運動會競賽場館違禁品宣導影片[2]

- 反詐騙宣導-看波麗士哥哥姊姊們怎麼演給你看[3][4]

### 主持
- 法米通Twitch頻道 [5]
- 公視台語台《無事坐巴士》（代班）：第61集、第66集、第96集（精選）[6]

### 廣告
- 《女王2 - 美人天下》世紀末爆衣傳說之美人天下
- 《Luna 手遊版》十年回憶篇
- 《三國群英傳-霸王之業》官渡之戰_陳樂樂篇
- 《拉斯維加斯娛樂城》女神打麻將篇、千元刮刮樂開箱-陳樂樂篇、媽祖刮刮樂-兔女郎篇、福爾摩斯-兔女郎篇、大富翁世界之旅-兔女郎篇

### 節目通告
- 2017
  - 《娛樂百分百》
  - 《天天樂財神》
- 2018
  - 《琳來瘋》
  - 《綜藝大集合》
  - 《HASSSH 問啲乜》
- 2019
  - 《綜藝大熱門》
  - 《綜藝玩很大》
  - 《Game什麼東西》
  - 《醫師好辣》
- 2020
  - 《歡樂智多星》- 衛視中文台
  - 《綜藝大熱門》- 三立電視
  - 《飢餓遊戲》- 中視
  - 《星光歡樂城》
  - 《極智對決 誰梭了算》

## 外部連結
- 陳樂樂的Facebook專頁
- 陳樂樂的instagram：Happy*陳樂樂🍀
- 陳樂樂的YouTube頻道：陳樂樂 Hedy is here （页面存档备份，存于）